# Fritz von Kirchbach

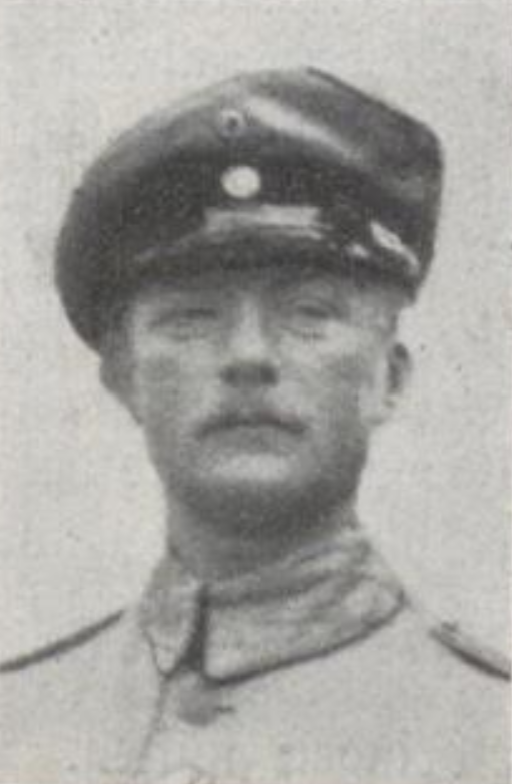
Fritz von Kirchbach

Hans Fritz von Kirchbach (* 13. September 1867 in Dresden; † 25. November 1924) war ein sächsischer Offizier und Regierungsrat.

## Leben

### Herkunft
Fritz entstammte dem sächsischen Adelsgeschlecht Kirchbach. Er war Sohn des sächsischen General der Kavallerie Eugen von Kirchbach und dessen Ehefrau Ernestine von Reitzenstein (1836–1873). Sein Bruder war der sächsische Amtshauptmann Hans von Kirchbach, welcher 1907 in einer Heilanstalt verstarb. Seine Halbonkel waren der Generaldirektor der Königlich Sächsischen Staatseisenbahn, Karl von Kirchbach und der Generaloberst Hans von Kirchbach.

### Karriere
Fritz von Kirchbach erlebte in jungen Jahren den Tod seiner Mutter und besuchte ab dem zehnten Lebensjahr das Institut des Kantors Heine in Tharandt. Nachfolgend besuchte er von Ostern 1882 bis Michaelis 1885 die Fürstenschule St. Afra in Meißen und wurde darauf zwei Jahre am Militärvorbereitungsinstitut Preußker in Dresden-Neustadt ausgebildet. Am Wettiner Gymnasium erlangte er das Reifezeugnis und entschied sich für eine militärische Laufbahn, die er 1887 als Fahnenjunker beim 2. Königlich Sächsischen Jäger-Bataillon Nr. 13 der sächsischen Armee begann. Am 22. September 1888 erfolgte seine Beförderung zum Leutnant bei der 4. Kompanie des Bataillons unter dessen Kommandeur, Oberstleutnant Alexander Vitzthum von Eckstädt. Nach einer Verwendung in der 1. Kompanie des Bataillons wurde er nach Beförderung zum Oberleutnant am 20. April 1894 in die 7. Kompanie des 2. Grenadier-Regiments Nr. 101 „Kaiser Wilhelm, König von Preußen“ verlegt. Nachdem er kurzzeitig à la suite des Regiments gestellt worden war, erfolgte am 19. April 1901 die Beförderung zum Hauptmann und Kompaniechef beim Infanterie-Regiment „Kronprinz“ (5. Königlich Sächsisches) Nr. 104.

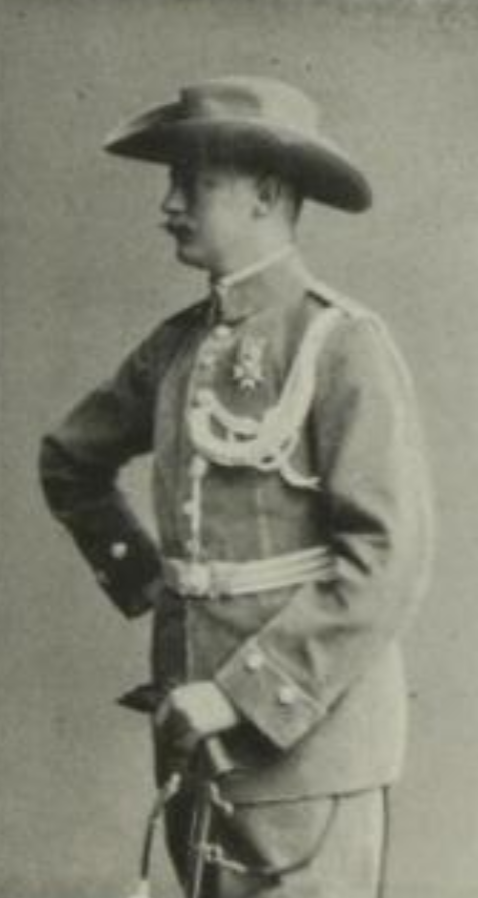
Fritz von Kirchbach als Kolonialoffizier

Im Dezember 1904 trat Fritz von Kirchbach zur Kaiserlichen Schutztruppe für Deutsch-Ostafrika über und übernahm in Windhuk die 1. berittene Kompanie des 2. Feldregiments. In diesen Zeitraum fällt der Völkermord an den Herero und Nama, an dem sich Fritz von Kirchbach als Kolonialoffizier beteiligte. Aus Gesundheitsgründen kehrte er im Frühling 1906 nach Deutschland zurück und wurde nach einer Darmoperation sowie dreimonatigem schweren Gelenkrheumatismus am 1. August 1906 im Infanterie-Regiment „König Georg“ (7. Königlich Sächsisches) Nr. 106 in Leipzig wieder angestellt. Am 24. Oktober 1911 stieg er zum Major auf und wurde dem Regiment aggregiert. Nach einer erneuten Operation im Jahr 1913 übernahm er nach seiner Genesung das II. Bataillon des Schützen-(Füsilier-)Regiment „Prinz Georg“ (Königlich Sächsisches) Nr. 108 in Dresden. Nach Ausbruch des Ersten Weltkrieges rückte er mit seinem Verband an die Front und wurde am 30. August 1914 bei Bertoncourt durch einen Granatsplitter schwerstens verwundet. Im März 1915 kehrte er an die Front zurück und wurde Bataillonskommandeur des III. Bataillons im Schützenregiment. Bei Ypern wurde er mit der Führung des Reserve-Infanterie-Regiments Nr. 242 beauftragt. Durch erneute schwere Belastungen nahm er seinen Abschied vom Truppendienst und wurde Etappenkommandant von Donzy und nachfolgend von Freuvis bei Sedan. Im Juli 1916 wurde er Regimentskommandeur des Infanterie-Regiments Nr. 183 und in dieser Stellung zum Oberstleutnant befördert.
Nachdem er sich mit dem Regiment an Kampfhandlungen an der Somme und den Bimmyhöhen beteiligt hatte, musste er aufgrund körperlicher Beschwerden und völliger Erschöpfung das Kommando bald abgeben. Innerhalb dieses Zeitraums wurde er für seine Verdienste am 26. September 1916 mit dem Ritterkreuz des Militär-St.-Heinrichs-Ordens ausgezeichnet. Nach kurzem Aufenthalt in Partenkirchen, um seine Felddienstfähigkeit wieder zu erlangen, wurde er im März 1917 zum Kommandeur der mobilen Hafenkommandantur Corabia in Rumänien ernannt. In dieser Eigenschaft unternahm er Reisen nach Sofia, Bukarest und Istanbul. Im Juni 1918 nahm er seinen Abschied und wurde zum Stabsoffizier des Landwehr-Bezirks Dresden II ernannt. Nach Kriegsende leitete er als Oberst im Jahr 1920 die Umwandlung des Bezirks-Kommandos zum Versorgungsamt, dem er als Regierungsrat noch bis zum November 1922 angehörte. Er betätigte sich noch als Versicherungsagent, wobei er 1923 von seiner Direktion zum Generalbevollmächtigten ernannt wurde. Aufgrund weiterer körperlicher Beschwerden war er ab Januar 1924 in Behandlung.

### Familie
Im Jahr 1894 heiratete er Marianne Fleischinger, Tochter des Rittergutsbesitzers Franz Fleischinger, von der er sich am 4. Januar 1905 in Chemnitz scheiden ließ. Marianne Fleischinger verstarb am 25. Oktober 1905 in einer Heilanstalt. Am 12. Oktober 1908 heiratete er in zweiter Ehe Irene, geb. Bresselau von Bressensdorf, Schwester des Verlegers Felix von Bressensdorf. Aus der Ehe entstanden die Kinder Erwin (* 1910, Bundesbahndirektor), Gottfried (* 1911), Fritz (* 1915) und Irene (* 1919).